# Beatrix Schuba
Beatrix Schuba, née le 15 avril 1951 à Vienne, est une patineuse artistique autrichienne. Elle fut championne olympique aux JO de 1972 à Sapporo.

## Biographie

### Carrière sportive
Elle fut championne d'Europe et du monde en 1971 et 1972 et remporta les Jeux olympiques de 1972 à Sapporo au Japon, notamment grâce à son talent en figures imposées. Sa victoire aux JO remit en cause la configuration de l'épreuve et de l'importance des figures imposées. En effet, Beatrix remporta le titre olympique malgré une médiocre performance lors du programme libre, ceci grâce à l'accumulation des points en figures imposées (qui représentait 50 % du total des points). De plus, l'épreuve de figures imposées ne fut pas retransmise à la télévision, au contraire de celle du programme libre où les téléspectateurs furent frustrés du résultat final où l'Américaine Janet Lynn et la Canadienne Karen Magnussen la devancèrent mais se retrouvèrent derrière Beatrix au classement général.
Pour mettre un terme à cette critique grandissante de l'importance des figures imposées, l'ISU décida de la diminuer et une nouvelle épreuve, le programme court, fut introduite, qui demande aux patineuses d'être appréciées sur l'obligation de sauts, de pirouettes et de jeux de pieds. Ce changement n'a pas eu de conséquences sur Beatrix qui avait pris sa retraite amatrice en 1972.

## Palmarès
| Compétitions principales | 1967    | 1968    | 1969    | 1970    | 1971    | 1972    |  |  |  |  |  |  |  |  |
| Jeux Olympiques          |         | 5e      |         |         |         | 1re     |  |  |  |  |  |  |  |  |
| Championnats du monde    | 9e      | 4e      | 2e      | 2e      | 1re     | 1re     |  |  |  |  |  |  |  |  |
| Championnats d'Europe    | 5e      | 3e      | 3e      | 2e      | 1re     | 1re     |  |  |  |  |  |  |  |  |
| Championnats d'Autriche  | 1re     | 1re     | 1re     | 1re     | 1re     | 1re     |  |  |  |  |  |  |  |  |
|                          |         |         |         |         |         |         |  |  |  |  |  |  |  |  |
| Autre Compétition        | 1966/67 | 1967/68 | 1968/69 | 1969/70 | 1970/71 | 1971/72 |  |  |  |  |  |  |  |  |
| Trophée Richmond         | 3e      | 2e      |         |         |         |         |  |  |  |  |  |  |  |  |